# ClamAV
ClamAV (Clam AntiVirus) – zestaw narzędzi antywirusowych, dostępnych na licencji GPL działający pod systemami uniksowymi. ClamAV jest przeznaczony głównie do integracji z serwerami pocztowymi (skanowanie załączników).
ClamAV jest dystrybuowany z wieloma systemami operacyjnymi, w tym komercyjnymi, np. Mac OS X Server firmy Apple. Istnieje też jego odpowiednik ClamWin, działający w systemach Windows, oraz KlamAV, integrujący się ze środowiskiem graficznym KDE.

## Historia projektu
Pomysłodawcą programu jest Tomasz Kojm. 17 sierpnia 2007 Sourcefire zakupił projekt ClamAV, wraz z prawami do znaku towarowego i prawami autorskimi od pięciu kluczowych programistów. 7 października 2013 Sourcefire został zakupiony przez Cisco.

## Narzędzia w zestawie i towarzyszące
W skład zestawu wchodzą między innymi:
- wielowątkowy demon
- skaner
- narzędzie do tworzenia sygnatur i własnych baz wirusów
- biblioteka, dzięki której można tworzyć własne programy antywirusowe na bazie ClamAV
- narzędzie do automatycznej i darmowej aktualizacji bazy wirusów zawierającej sygnatury ponad 2 800 000 wirusów[potrzebny przypis]

ClamAV to nie tylko program antywirusowy, to także cała gama programów mu towarzyszących. Stanowią one połączenie między ClamAV a usługami takimi jak: MTA, MUA, serwer POP3, serwer pośredniczący, tworzą interfejs graficzny dla ClamAV, czy wreszcie wzbogacają system o taką funkcję, jak skanowanie w chwili dostępu do pliku.